# (31115) 1997 QF4
(31115) 1997 QF4 est un astéroïde de la ceinture principale d'astéroïdes découvert en 1997.

## Description
(31115) 1997 QF4 a été découvert le 28 août 1997 à la station de Xinglong, dans la province chinoise d'Hebei (Chine), par le Beijing Schmidt CCD Asteroid Program.

### Caractéristiques orbitales
L'orbite de cet astéroïde est caractérisée par un demi-grand axe de 2,20 ua, un périhélie de 2,05 ua, une excentricité de 0,07 et une inclinaison de 3,87° par rapport à l'écliptique. Du fait de ces caractéristiques, à savoir un demi-grand axe compris entre 2 et 3,2 ua et un périhélie supérieur à 1,666 ua, il est classé, selon la JPL Small-Body Database, comme objet de la ceinture principale d'astéroïdes.

### Caractéristiques physiques
(31115) 1997 QF4 a une magnitude absolue (H) de 14,5 et un albédo estimé à 0,330.